# St. Josef (Nürnberg)

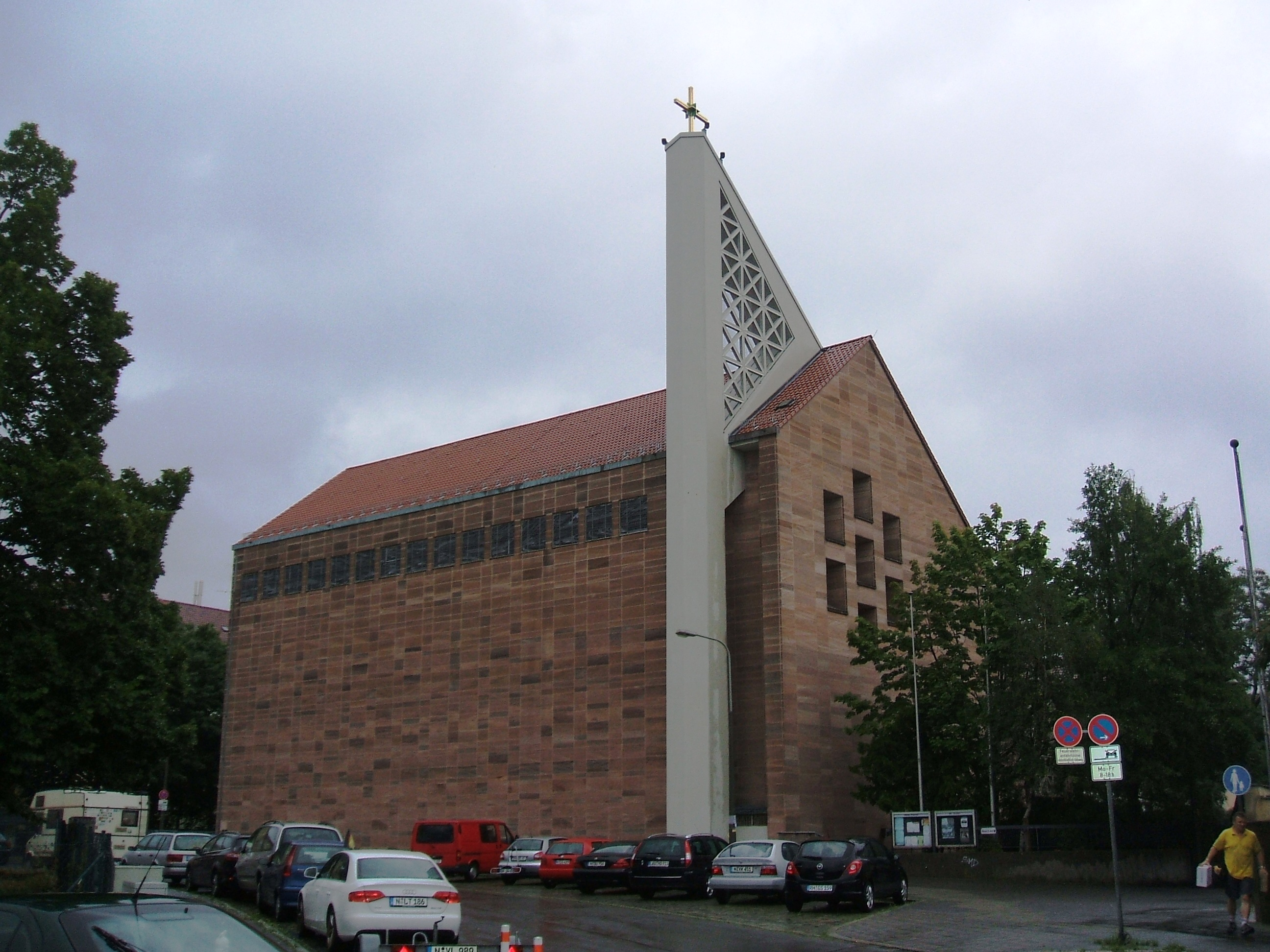

Die römisch-katholische Kirche St. Josef befindet sich in der Gießereistraße im Nürnberger Stadtteil Wöhrd. Sie gehört zum Erzbistum Bamberg und ist Teil des „Pfarreienverbundes St. Josef-Allerheiligen Nürnberg“.
Pfarrer Rainer Gast ist der Seelsorger beider Gemeinden. Mit der Versetzung von Pater Robert Szarecki am 1. Februar 2023 nach Bamberg-Gaustadt hat die Pfarrei St. Josef keinen priesterlichen Seelsorger mehr vor Ort, da diese Stelle im Zuge des Personalplans 2030 nicht mehr nachbesetzt wurde.

## Geschichte

### Alte Josefskirche
Im Jahr 1897 wurde das Anwesen in der Harmoniestraße 28 als Wohnheim für die Niederbronner Schwestern erworben. Der dort befindliche ehemalige Tanzsaal der Gesellschaft „Harmonie“ wurde zur Kirche umgebaut und 1898 dem Heiligen Josef geweiht. Zunächst gehörte die Kirche zur Pfarrei Unserer Lieben Frau und wurde dann 1922 zur eigenen Pfarrei erhoben. Das Gotteshaus bestand aber nur 45 Jahre. Im Zweiten Weltkrieg, genauer in der Nacht vom 10. auf den 11. August 1943, zerstörten zwei Phosphorbomben das Wohnheim und die Kirche. Als Notbehelf diente dann der Saal des Marienheims, aber dieser versank am 2. Januar 1945 ebenso in Schutt und Asche. Die Gemeinde wurde dann in die 1927 erbaute Notkirche „St. Anna“ am Rechenberg verlegt. Das neue St. Josefshaus wurde 1951 fertiggestellt. Das Grundstück der alten Kirche wurde zur Errichtung einer Tankstelle verpachtet. Diese wurde aber mittlerweile wieder abgerissen. Momentan (im Jahr 2025) liegt das Gelände brach. Die Pfarrangehörigen vor Ort besuchten ab 1961 die Kapelle des neu erbauten Englischen Instituts.

### Neue Josefskirche
Zunächst wurden die Planungen für den neuen Standort in der Gießereistraße 1962 abgelehnt, aber ein Jahr später wieder aufgenommen. Mit einer Teilbaugenehmigung erfolgte dann am 30. Oktober 1965 die Grundsteinlegung für das von Peter Leonhardt entworfene neue Kirchengebäude. Am 24. September 1967 wurde das Gotteshaus durch Weihbischof Martin Wiesend eingeweiht. Die Pfarrgemeinde wurde am 1. Januar 1969 neu errichtet.

## Lage und Einbindung
Die Kirche erhebt sich traufständig zur Gießereistraße, die eine leichte Kurve vor dem Bauwerk beschreibt. Im Norden und Osten wird das Grundstück von mehrgeschossigen Miethausblöcken der Georg-Strobl-Straße und im Süden vom Rahmzwinger begrenzt. Gegenüber wurde ein ehemaliger Parkplatz mit einem modernen mehrstöckigen Wohn- und Geschäftskomplex bebaut, in dessen Erdgeschoss sich ein Bio-Supermarkt mit Café befindet.

## Architektur
Das zur Gießereistraße traufständige, langgestreckte Gebäude passt sich mit seinen Traufhöhen und seiner Dachneigung der anschließenden Bebauung an. Der First des Satteldaches ist jedoch einseitig zur Straße verschoben. Dadurch ergibt sich zur Straße die mächtige Traufhöhe von 13 Metern während sich die Traufe nach Osten auf 6 Meter herabsenkt. Das Dach bedecken rotbraune Ziegel. Die Fassade ist mit heimischen roten Sandsteinplatten verblendet, die ein geometrisches Muster bilden. Die Westfassade durchzieht an der Südseite ein eingetieftes breites Band vor dem der Standpfeiler des filigranen Glockenträgers in kontrastierender Farbgebung tritt. Zwischen dem Standpfeiler und dem westlichen Kirchendach zeigt sich ein mittig offenes hoch nach oben ragendes Dreiecksfeld, das von einem Kreuz gekrönt wird. Auf der Südseite befinden sich 7 eingerückte Fenster und das Hauptportal. Unterhalb der Traufe durchläuft auf der Westfassade ein horizontales Oberlichterfensterband, während auf der Nordfassade farbige Kirchenfenster mit biblischen Motiven angebracht sind.
Im Innenraum findet man über dem Altarraum ein Kreuz des Bildhauers Klaus Backmund. Es zeigt den auferstandenen Christus. Die bunten Glasfenster wurden zu Themen aus dem Leben der beiden Personen aus der Bibel die den Namen Josef tragen gestaltet. Sie stammen von Toni Tünnerhoff. Der Tabernakel wurde von dem Nürnberger Bildhauer Otto Goppel gefertigt. Das Golgatha-Relief stammt von dem Krakauer Künstler Stefan Dousa. Als Marienstatue wurde auf eine alte schwäbische Madonna aus der Zeit um 1540 zurückgegriffen.

## Orgel
Die Orgel passt sich mit ihrem asymmetrischen schlichten Prospekt der Neigung der Decke an. Sie ist in den 1980er Jahren in ihrem westlichen Teil erweitert worden.
| I Hauptwerk C– |             |      |
| 1.             | Prinzipal   | 8′   |
| 2.             | Spitzflöte  | 8′   |
| 3.             | Oktave      | 4′   |
| 4.             | Cornett III | 2 ⁄3 |
| 5.             | Nachhorn    | 2′   |
| 6.             | Mixtur IV   |      |
| 6a.            | Chamade     | 8′   |

| II Schwellwerk C– |               |        |
| 7.                | Gedackt       | 8′     |
| 8.                | Harfpfeife    | 8′     |
| 9.                | Rohrflöte     | 4′     |
| 10.               | Prinzipal     | 2′     |
| 11.               | Quinte        | 1 3⁄5′ |
| 12.               | Zimbel III    | 1 ⁄3′  |
| 13.               | Holzkrummhorn | 8′     |
|                   | Tremulant     |        |

| Pedal |              |       |
| 14.   | Subbaß       | 16′   |
| 15.   | Baßflöte     | 08′   |
| 16.   | Choralbaß    | 04′   |
| 17.   | Trompete     | 16′   |
| 18.   | Rauschbaß II | 2 ⁄3′ |

- Normalkoppeln: II/I, I/P, II/P[1]